# Żeleźnia
Żeleźnia (prononciation : [ʐɛˈlɛʑɲa]) est un village polonais de la gmina de Glinojeck dans le powiat de Ciechanów de la voïvodie de Mazovie dans le centre-est de la Pologne.
Il se situe à environ 4 kilomètres au nord-est de Glinojeck (siège de la gmina), 22 km à l'ouest de Ciechanów (siège du powiat) et à 84 km au nord-ouest de Varsovie (capitale de la Pologne).

## Histoire
De 1975 à 1998, le village appartenait administrativement à la voïvodie de Ciechanów.